# Antoine Kombouaré
Antoine Kombouaré (* 16. November 1963 in Nouméa, Neukaledonien) ist ein ehemaliger französischer Fußballspieler, der anschließend die Trainerlaufbahn eingeschlagen hat. In dieser Funktion arbeitete bis Mai 2023 beim französischen Erstligisten FC Nantes. Zuletzt war er zum zweiten Mal in seiner Trainerkarriere Cheftrainer des FC Nantes. 

## Spielerkarriere
Der 1,84 m große Innenverteidiger spielte in seiner Heimat zunächst für den WS Plum Nouméa, ehe er als 19-Jähriger 1983 in das Ausbildungszentrum des FC Nantes kam. Dieser Verein setzte Kombouaré erstmals ein Jahr später in einer Partie der Division 1 ein. In den folgenden sechs Jahren bestritt er für die Canaris („die Kanarienvögel“ bzw. „die Gelben“ ist der in Frankreich verbreitetste Beiname für den FC Nantes) 177 Ligabegegnungen, dazu etliche Landespokalspiele und neun Einsätze im UEFA-Pokal. Zu einem Titelgewinn kam er in dieser Zeit allerdings nicht; zwei Vizemeisterschaften (1985 und 1986) blieben die besten Platzierungen, die er mit Nantes erreichte.
Im Sommer 1990 verpflichtete er sich bei Paris Saint-Germain FC, der ihn allerdings sofort an den Ligakonkurrenten Sporting Toulon auslieh, nur um ihn noch vor Weihnachten desselben Jahres in die Hauptstadt zurückzuholen. Ab diesem Zeitpunkt gehörte Antoine Kombouaré, der auch in der französischen B- und Olympiamannschaft berücksichtigt wurde, zur Stammformation von PSG, mit der er 1993 Vize- und 1994 Meister wurde; zunächst mit Ricardo, dann mit Paul Le Guen bildete er eine starke Innenverteidigung. Außerdem gewann er dort zweimal (1993, 1995) den Landes- sowie 1995 den Ligapokal. Im Finale 1993 eröffnete er per Elfmeter den Torreigen gegen seine alten Canaris (Endstand: 3:0).
Zu den internationalen Höhepunkten seiner Laufbahn zählte die UEFA-Cup-Saison 1992/93: zunächst gelang ihm in der Runde der letzten 16 Mannschaften im Rückspiel bei RSC Anderlecht kurz vor Spielende der entscheidende Ausgleichstreffer zum 1:1; dem ließ er im Viertelfinale während der Nachspielzeit gegen Real Madrid das 4:1 folgen, das für Paris den Einzug ins Halbfinale bedeutete – beide Tore erzielte er per Kopfball –, in dem dann allerdings Juventus Turin eine unüberwindliche Hürde darstellte.
1995 wechselte Kombouaré zum Schweizer Nationalligisten FC Sion, mit dem er den Pokal gewann, anschließend für zwei Jahre in die schottische Liga zum FC Aberdeen. Auch in diesen drei Jahren kam er zu Einsätzen im Europapokal der Pokalsieger bzw. im UEFA-Cup. 1998 kehrte er nach Paris zurück und absolvierte noch eine Saison beim traditionsreichen Amateurverein Racing Club de France 92.

### Spielerstationen
- WS Plum Nouméa (1975–1983)
- FC Nantes (1983–1990), 177 D1-Spiele, 5 Tore
- Sporting Toulon (Juli bis November 1990), 17 D1-Spiele
- Paris SG (Dezember 1990–1995), 106 D1-Spiele, 3 Tore
- FC Sion (1995/96)
- FC Aberdeen (1996–1998)
- RC Paris (1998/99)

## Trainerlaufbahn

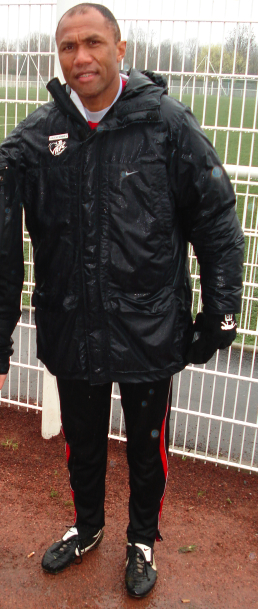
Antoine Kombouaré als Trainer des FC Valenciennes

Nach Abschluss seiner Trainerausbildung kehrte Antoine Kombouaré zu Paris Saint-Germain zurück, wurde dort Hauptverantwortlicher für die zweite Mannschaft (in der viertklassigen CFA) und leistete so gute Arbeit, dass er 2003 als erster Kandidat für die Nachfolge von Luis Fernández bei der Erstligaelf galt. Nachdem das Präsidium sich jedoch für Vahid Halilhodžić entschieden hatte, folgte er einem Angebot von Racing Strasbourg. Die Elsässer führte er im ersten Jahr auf einen Mittelfeldplatz, wurde von ihnen aber dennoch nach wenigen Spieltagen der Saison 2004/05 entlassen.
Im Juli 2005 wurde er Cheftrainer beim FC Valenciennes, der gerade erst aus der dritten in die zweite Liga aufgestiegen war. Kombouaré formte hier eine Mannschaft der überwiegend Namenlosen, die auf Anhieb den Durchmarsch ins fußballerische Oberhaus schaffte; Stürmer Steve Savidan wurde zudem Torschützenkönig der Ligue 2. Dies ist ein Indiz dafür, dass der während seiner aktiven Zeit in erster Linie Tore verhindernde Trainer eine offensive und attraktive Spielweise bevorzugt. Als seine Vorbilder bezeichnet er deshalb Jean-Claude Suaudeau, unter dem er in Nantes spielte, aber auch Henri Michel und Artur Jorge, von deren Arbeit bei PSG er die Ruhe, Konstanz und Gründlichkeit für sich übernahm. 2006 wurde Antoine Kombouaré von France Football als bester Trainer der zweiten Liga ausgezeichnet. Die folgende Erstligasaison (2006/07) beendete Valenciennes zwar nur auf dem 17. Rang, hatte allerdings mit dem Abstieg praktisch die gesamte Spielzeit über nichts zu tun. Und im auch in der Ligue 1 für Aufsteiger schwierigen zweiten Jahr belegt Kombouarés Elf nach Abschluss der Hinrunde sogar den 6. Tabellenplatz. Nach vier Jahren wechselte er 2009 zu PSG, wo er diesmal die Ligaelf von Paul Le Guen übernahm. Während es in der Meisterschaft eher schlecht als recht lief, krönte die Mannschaft Kombouarès erste Saison mit dem Gewinn des Landespokals. Nach der Übernahme des Vereins durch eine katarische Investorengruppe wurde Kombouaré, dessen Mannschaft auf Platz 1 der französischen Liga überwinterte, nach Weihnachten 2011 entlassen.
Ab Sommer 2012 folgte eine achtmonatige Tätigkeit für Al-Hilal in Saudi-Arabien. Zur Saison 2013/14 kehrte Kombouaré nach Nordfrankreich zurück, wo er das Traineramt beim Zweitligisten Racing Lens übernahm und diesen am Saisonende in die höchste Spielklasse zurückführte. Zur Saison 2016/17 wurde Kombouaré neuer Cheftrainer beim Erstligisten EA Guingamp. Als die Mannschaft Anfang November 2018 die rote Laterne der Ligue 1 trug, entließ Guingamps Präsidium Kombouaré vorzeitig. Er blieb aber nur kurze Zeit arbeitslos, denn im Januar 2019 ersetzte er Olivier Dall’Oglio beim Ligakonkurrenten FCO Dijon. Dort war Kombouaré anschließend bis Juni 2019 tätig. Vier Monate später übernahm er dieselbe Funktion beim Toulouse FC. Allerdings wurde er dort kein Vierteljahr später erneut beurlaubt, nachdem der TFC am ersten Januarwochenende 2020 im Landespokal gegen einen Viertdivisionär ausgeschieden war. Am 11. Februar 2021 übernahm er den französischen Erstligisten FC Nantes, wo er bereits der vierte Trainer in der laufenden Saison war. Fünfzehn Monate später gewann Kombouaré mit den Canaris den französischen Vereinspokal und führte sein Team ein Jahr später erneut in das Pokalfinale. Am 9. Mai 2023 wurde er bei Nantes entlassen, nachdem die Mannschaft in der Liga auf einen Abstiegsplatz abgerutscht war.
Am 17. März 2024 kehrte er als Trainer zum FC Nantes zurück und wurde zum zweiten Mal Cheftrainer. Nach dem gelungenen Klassenerhalt am Ende der Saison 2024/25 wurde er dennoch entlassen.
Im April 2015 wurde Antoine Kombouaré zum Ritter der Ehrenlegion ernannt.

### Trainerstationen
- Paris SG (Reserve) (1999–2003)
- RC Strasbourg (2003–Oktober 2004), 47 D1-Spiele[12]
- Valenciennes FC (2005–2009), 38 D2- und 114 D1-Spiele
- Paris SG (2009–Dezember 2011)
- Al-Hilal (Juni 2012–Januar 2013)
- Racing Lens (2013–Mai 2016)
- EA Guingamp (2016–November 2018)
- FCO Dijon (Januar–Juni 2019)
- Toulouse FC (Oktober 2019–Januar 2020)
- FC Nantes (Februar 2021–Mai 2023)

## Palmarès

### Als Spieler
- Französischer Meister: 1994 (und Vizemeister 1985, 1986 und 1993)
- Französischer Pokalsieger: 1993, 1995
- Französischer Ligapokalgewinner: 1995
- Schweizer Pokalsieger: 1996
- 31 Europapokaleinsätze in allen drei Wettbewerben, davon 9 mit Nantes, 14 (2 Treffer) mit PSG, je 4 mit Sion und Aberdeen
- Internationale Einsätze für Frankreichs Junioren- (Espoirs), B- und Olympiamannschaft

### Als Trainer
- Zweitligameister: 2006
- Auszeichnung als Bester Zweitligatrainer: 2006
- Französischer Pokalsieger: 2010, 2022 (und Finalist 2023)